# Musei di Foggia
I principali Musei di Foggia sono diciannove.

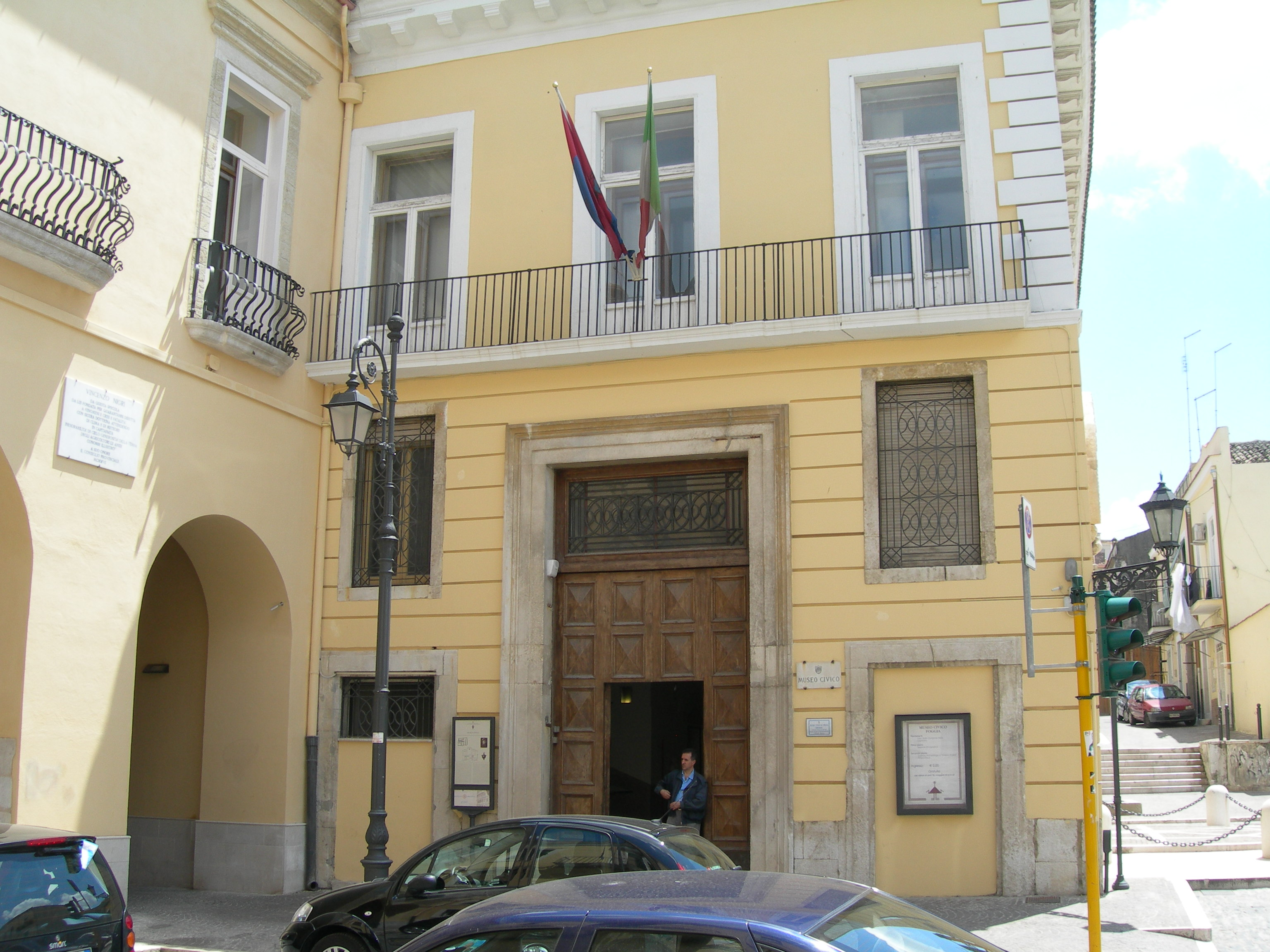
Il Museo civico

- Museo Civico e Pinacoteca Comunale, in Piazza Nigri 1, ospita tre sezioni disposte sui vari livelli della struttura museale e che partono dal Villaggio Neolitico più grande e tra i più datati d'Europa, Passo di Corvo (dal VI al IV millennio a.C.), dove è arrivata in Italia per la prima volta, dal medioriente, la pratica dell'agricoltura, favorita dalla fertilità del tavoliere. Al piano terreno è stato allestito il lapidario con la tomba della Medusa, portata dal sito archeologico di Arpi (II millennio a.C.), ed altri reperti archeologici di origine neolitica, dauna, romana e medievale. Al piano superiore è stata allestita una ricostruzione di una casa tipo sul modello di quelle dei terrazzani; inoltre nelle varie teche sono presenti gioielli e soprammobili, come campane e statue di santi appartenenti a cittadini foggiani che, nel corso del tempo, ne hanno fatto dono al museo. Al secondo piano sono presenti due gallerie che ospitano, la prima, una vasta raccolta di reperti archeologici provenienti dall'antica Arpi e non solo, come vasellame, statue, utensili, oggetti in bronzo e ricostruzioni di abitazioni primitive. La seconda galleria ospita dipinti di indubbio valore soprattutto di artisti foggiani come Francesco Saverio Altamura, Domenico Caldara, Vincenzo Dattoli, napoletani e di scuola meridionale di varie epoche fino all'ottocento.
- Museo Civico del Parco Archeologico di Passo di Corvo, museo nei pressi di Borgo Arpinova, dove si trovano reperti del Villaggio Neolitico più grande e tra i più datati d'Europa (dal VI al IV millennio a.C.). L'area archeologica, scoperta grazie ad alcune fotografie aeree scattate durante il secondo conflitto mondiale nella zona di Foggia, è stata la culla del Neolitico in Europa, per l'arrivo delle popolazioni del medio oriente che sfruttavano la fertilità del tavoliere. È uno dei pochi parchi archeologici del neolitico visitabili in Italia.
- Civica Pinacoteca "Il 9cento", in via Marchese De Rosa, di recente apertura questa nuova struttura, sorta da un ex mercato, è destinata ad essere assieme alle strutture del Comune e della Provincia tra i perni fondamentali della cultura foggiana. La struttura si estende su due livelli ed ospita 150 tra dipinti e sculture risalenti al novecento di illustri artisti foggiani e pugliesi, ma anche di nomi di calibro nazionale come Renato Guttuso e Carlo Levi.
- Museo Provinciale del Territorio, in Via Arpi 155, presenta la storia e la vita delle popolazioni della Capitanata nei primi duemila anni dell'era cristiana.
- Museo Provinciale di Storia Naturale, in Viale Di Vittorio 33, c/o ex Liceo "Marconi", che possiede varie collezioni faunistiche, ma anche floristiche, minerali e rocce.
- Museo Don Antonio Silvestri e Mostra delle Confraternite della città di Foggia, in Piazza S. Eligio 41, museo che è situato di fianco alla Chiesa ed alla Cripta di Santa Maria Loreto, comunemente conosciuta col nome di S. Eligio, contiene testimonianze della storica Confraternita del XV sec., composta da 40 fratelli del ceto dei ferrai e fondatrice della chiesa.
- Museo Diocesano, museo che si trova presso la chiesa dell'Annunziata, in Piazza De Sancits, contiene opere e suppellettili di arte sacra e tele del 700 provenienti da antichi monasteri della diocesi di Foggia.
- Museo delle Croci, museo che narra la storia delle Croci, anche con documenti o reperti archeologici.
- Museo della Religiosità Popolare, in Piazza S. Eligio, c/o Cripta Chiesa delle Croci o del Monte calvario (monumento nazionale), museo dove vi sono reperti e documenti della religiosità domestica e familiare e della Congregazione di Monte Calvario.
- Museo del Centro Missionario Africano, presso il Convento Padri Cappuccini, in Piazza Immacolata 4. Museo Etnografico-Antropologico, sono presenti soprattutto oggetti e strumenti delle popolazioni etiope e pelli di animali.
- Museo Giordaniano, presso il Teatro "Giordano", in Piazza Battisti, contiene manoscritti, diari, spartiti, fotografie ed altro, del compositore foggiano, di fama internazionale per opere come l'"Andrea Chenier".
- Museo ex voto del Santuario Madonna Incoronata di Foggia, si trova a Borgo Incoronata, presso l'omonimo santuario, contiene numerosi oggetti della civiltà contadina e della religiosità popolare e tavolette dipinte (ex voto), inerenti all'influenza e gli eventi prodigiosi provocati dalla Madonna Incoronata di Foggia.
- Museo delle Carrozze, presso l'Istituto di Incremento Ippico di Foggia, in Via Caggese, allestito per ospitare finimenti ed esemplari unici, tra carrozze a quattro e due ruote, molte di provenienza XIX secolo.
- Museo "Paolo Sabbetta", presso l'ITC "Giannone", in Via Sbano, intitolato all'agronomo foggiano, che aiutò venti giovani della tenuta di Tor Mancina a sfuggire ai nazisti. Ospita libri, cartine geografiche, pupazzi in gesso abilmente scolpiti dal Perlasca foggiano e tutto il materiale del suo prezioso archivio fatto di lettere, diari, foto, disegni e cartoline d'epoca.
- Museo Cartografico, presso gli Uffici Statali, in Piazza Cavour, raccoglie le cartine dei percorsi della transumanza dall'Abruzzo alla Puglia, che hanno caratterizzato la storia, la vita sociale ed economica non solo della provincia di Foggia e dell'Abruzzo, ma anche della Basilicata, della Campania e del Molise.
- Museo della Memoria del '43, ubicato nel pronao della Villa Comunale, in Piazza Cavour, custodisce foto, video, oggetti, cimeli e ritagli dei giornali dell'epoca, per non dimenticare e a testimonianza dei terribili bombardamenti di Foggia subiti dalla città durante la seconda guerra mondiale.
- Museo Mons. Agostino Castrillo , si trova in Piazza Umberto Giordano[1]
- Galleria d'Arte Moderna, all'interno di Palazzo Dogana[2]
- Museo Provinciale Interattivo delle Scienze "Via Futura", in Via Imperiale, c/o ITIS "Da Vinci", unico museo del genere nel sud Italia, insieme alla Città della Scienza di Napoli[3]